# Tursunali Rustamov
Tursunali Rustamov (en kirguís: Турсунали Рустамов; en ruso: Турсунали Хаитмахаматович Рустамов; Kara-Balta, RSS de Kirguistán, 31 de enero de 1990) es un futbolista de Kirguistán que juega en la posición de delantero. Desde 2022 juega con el FC Dordoi Bishkek de la Liga de fútbol de Kirguistán.

## Carrera

### Club
| Periodo   | Club                   |
| --------- | ---------------------- |
| 2009-2010 | FC Sher-Ak-Dan Bishkek |
| 2011-2012 | FC Alga Bishkek        |
| 2013      | FC Dordoi Bishkek      |
| 2014      | FK Khujand             |
| 2014-2016 | FC Alga Bishkek        |
| 2017-2018 | FC Alay Osh            |
| 2018      | FC Alga Bishkek        |
| 2019      | FK Khujand             |
| 2020-2021 | FC Dordoi Bishkek      |
| 2022      | FC Neftchi Kochkor-Ata |
| 2022-     | FC Dordoi Bishkek      |

### Selección nacional
Debutó con Kirguistán el 1 de junio de 2013 en un partido amistoso ante Kazajistán. Su primer gol lo anotó el 6 de septiembre de 2013 en una derrota por 1-3 ante Bielorrusia en un partido amistoso en Barysaw. Jugó en la copa Asiática 2019 donde anotó en la derrota por 2-3 ante Emiratos Árabes Unidos en Abu Dhabi y participó en los Juegos Asiáticos de 2010.

## Logros
- Liga de fútbol de Kirguistán (3): 2017, 2020, 2021